# Моделювання фінансових ризиків
Моделювання фінансових ризиків — це процес застосування офіційно затверджених економетричних методів, щоб визначити сукупний ризик фінансового портфеля. Моделювання ризиків — це лише один із безлічі напрямів фінансового моделювання.
Вважається, що першим сутність та зміст поняття «ризик» спробував розтлумачити Йоганнес Тетенс (Johannes Nikolaus Tetens) (XVIII ст.). Результати його досліджень та вимірювання ризику надалі використовувались у страхуванні життя, а з розвитком математики та страхування «ризик» увійшов до вжитку у страховій теорії. Подальший динамічний розвиток наукової думки та технічний прогрес посприяли переходу «ризику» й до економічної теорії.
Будь-яка економічна діяльність пов'язана з виникненням фінансових ризиків. На сьогодні, за одним із визначень ризик — ц наслідком невизначеності природних, людських і економічних факторів. Такі фактори за несприятливих обставин можуть призвести до збитків у будь-якій економічній діяльності.
Одним із важливих напрямів сучасної економічної теорії є вивчення та облік невизначеності, багатокритеріальності та пов'язаного з ними ризику. Моделювання ризиків передбачає використання цілого ряду методів, серед яких моделювання ринкового ризику та вартості під ризиком (VaR), історичне моделювання або застосування теорії екстремальних значень (EVT). За допомогою них можна проаналізувати портфель та спрогнозувати можливі втрати, що можуть виникати у зв'язку з такими ризиками. З метою здійснення банківського нагляду регулятор визначає категорії ризику, наприклад такі: кредитний ризик, ризик ліквідності, ризик зміни процентної ставки, ринковий ризик, валютний ризик, ризик репутації, юридичний ризик та стратегічний ризик тощо.
Багато фінансових посередників застосовують моделювання ризиків для оцінки регулятивного капіталу. Така оцінка потрібна, щоб успішно придбати чи продати певні класи фінансових активів у портфелі компаній.
Додаток до консультативного документу Базельського комітету з питань банківського нагляду (Basel Committee on Banking Supervision, BCBS) Базель II передбачає, що національні регулятори депозитарної діяльності вимагатимуть від установ, які здійснюють банківську діяльність, застосовувати офіційно затверджені підходи до моделювання ризиків. Раніше у моделюванні фінансових ризиків переважало застосування кількісного аналізу ризиків. Сьогодні потужні комп'ютерні програми дозволяють провести якісний аналіз ризиків швидко та без особливих зусиль.
Критика
Питання кількісної оцінки ризику та відповідне моделювання часто піднімається на тлі корпоративних скандалів (наприклад, один із таких найгучніших скандалів пов'язаний з компанію Enron). Відповідно, було переглянуто Базель II, FAS 123R та Закон Сарбейнса-Окслі, оскільки вони не змогли попередити настання Глобальної фінансової кризи 2008 року.